# Drugnia
Drugnia – wieś w Polsce, położona w województwie świętokrzyskim, w powiecie kieleckim, w gminie Pierzchnica.
W Drugni znajduje się jedno ze źródeł rzeki Wschodnia i Czarnej Staszowskiej.
| SIMC    | Nazwa              | Rodzaj    |
| ------- | ------------------ | --------- |
| 0262065 | Drugnia-Górki      | część wsi |
| 0262071 | Drugnia-Parcela    | część wsi |
| 0262088 | Drugnia-Zakarczmie | część wsi |
| 0262094 | Drugnia-Zalesie    | część wsi |
| 0262119 | Młynek             | kolonia   |

## Historia
Co do daty powstania wsi nie ma pewności, bowiem dokumenty pisane a będące w posiadaniu archiwów kościelnych uznano za niepewne, możliwe że był to wiek XIII. Pierwszy kościół, pod wezwaniem św. Wawrzyńca i św. Zygmunta Króla, wybudowano tu w XV w. Jego pozostałością jest wschodnia ściana w prezbiterium, ściany boczne nawy i zakrystia. Drugnia do rozbiorów pozostała królewszczyzną i była udostępniana kolejnym dzierżawcom. W 1617 roku spłonął pierwszy kościół. W jego miejscu wybudowano nowy – modrzewiowy.
W czasie Królestwa Kongresowego wieś i folwark rządowy, powiat stopnicki, gmina i parafia Drugnia. Leży na lewo od drogi z Chmielnika do Rakowa, posiada kościół parafialny murowany, istniał już w r. 1440. Szkoła gminna, poczta w Chmielniku. W 1827 r. było tu 75 domów i 471 mieszkańców. Drugnia parafia dekanatu stopnickiego, dawniej szydłowskiego, liczy 1759 dusz. Gmina Drugnia należała wówczas do sądu gminnego okręg I w Chmielniku, gdzie też i stacja pocztowa; ludność 3072 dusz i 9188 mórg obszaru. W XVIII w. królewszczyzna Drugnia w powiecie wiślickim płaciła 955 zł. kwarty.  W 1864 w wyniku uwłaszczenia chłopów przeprowadzonego na mocy ukazu cara Aleksandra II Romanowa mieszkańcy stali się właścicielami posiadanej ziemi i budynków.
Pod koniec XVIII wieku założono w Drugni szpital dla ubogich. W okresie powstania styczniowego, 4 listopada 1863 podjazd konny z oddziału Hauke Bosaka stoczył w Drugni potyczkę z oddziałem kozackim. Miejsce walki upamiętnia krzyż, przy którym w okresie dwudziestolecia międzywojennego odbywały się uroczystości patriotyczne oraz tablica pamiątkowa umiejscowiona na terenie szkoły podstawowej.
W okresie dwudziestolecia międzywojennego w Drugni funkcjonowała gmina, szkoła, straż pożarna, kółko rolnicze, spółdzielnia mleczarska, cegielnia. Powstały wtedy również Drużyny Strzeleckie. Ostatnimi dziedzicami Drugni byli Raczyńscy i Tańscy. 
Po agresji niemieckiej na Polskę w 1939 stacjonowały tu oddziały hitlerowskie złożone głównie z Austriaków. Wielu z mieszkańców działało w ruchu oporu oraz wspomagało lokalne oddziały partyzanckie. W gminie Drugnia działalność niepodległościową prowadziły oddziały Batalionów Chłopskich i Armii Krajowej. W czasie walk z reżimem III Rzeszy poległo 65 partyzantów.
Szkoła w Drugni założona w XVI wieku; działała do początku XIX wieku. Reaktywowana w 1867 r. nieprzerwanie działa do dziś.
Do 1954 roku istniała gmina Drugnia z siedzibą w Pierzchnicy. W latach 1954–1972 wieś należała i była siedzibą władz gromady Drugnia. W latach 1975–1998 miejscowość administracyjnie należała do województwa kieleckiego.
W miejscowości jest przystanek kolejowy Drugnia.

## Zabytki
- Neogotycki kościół pw. św. Wawrzyńca wzniesiony w latach 1876–1880 w miejsce spalonego kościoła z drewna modrzewiowego. Pierwszy murowany kościół powstał w Drugni ok. 1440 r., a spłonął w 1617 r. Na jego miejscu zbudowano kościół drewniany, który uległ zniszczeniu w pożarze w 1876 r. Z pierwotnego kościoła zachowała się ściana z XV wieku z portalem prowadzącym z prezbiterium do zakrystii.

Do rejestru zabytków nieruchomych został wpisany zespół kościoła parafialnego (nr rej.: A.444/1-3 z 4.01.1957, z 15.04.1967 i z 31.08.1989) złożony z: kościoła pw. św. Wawrzyńca, dzwonnicy z 1880 r., przykościelnego cmentarza oraz ogrodzenia.
- Kapliczka św. Jana Nepomucena z 2 poł. XVIII wieku. Kopuła ośmioboczna na rzucie koła. (nr rej.: A.445 z 31.08.1989)[10].

## Urodzeni w Drugni
- Aleksander Waligórski (1802–1873) – inżynier, porucznik w okresie powstania listopadowego i generał w czasie powstania styczniowego.

## Galeria zdjęć

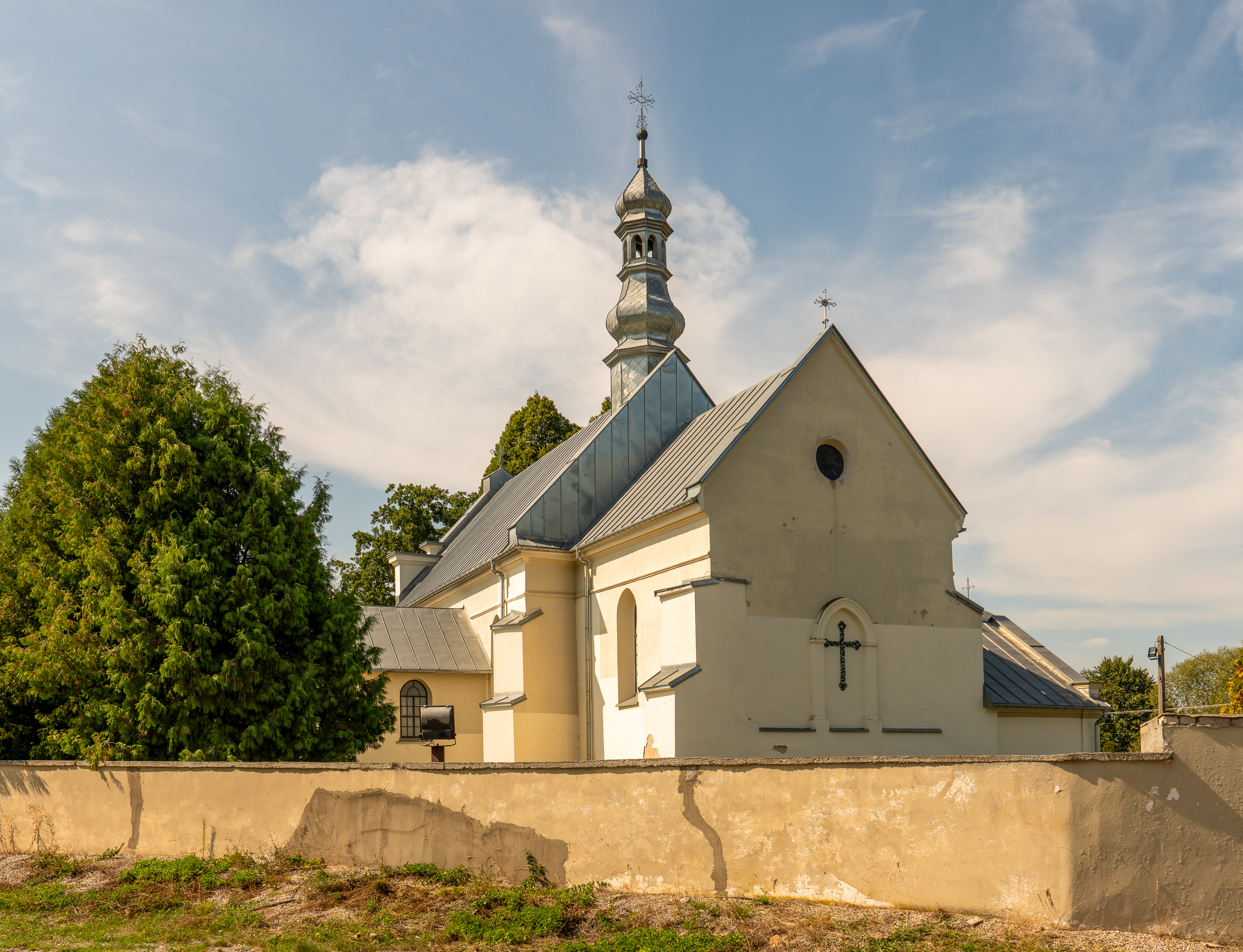
Kościół
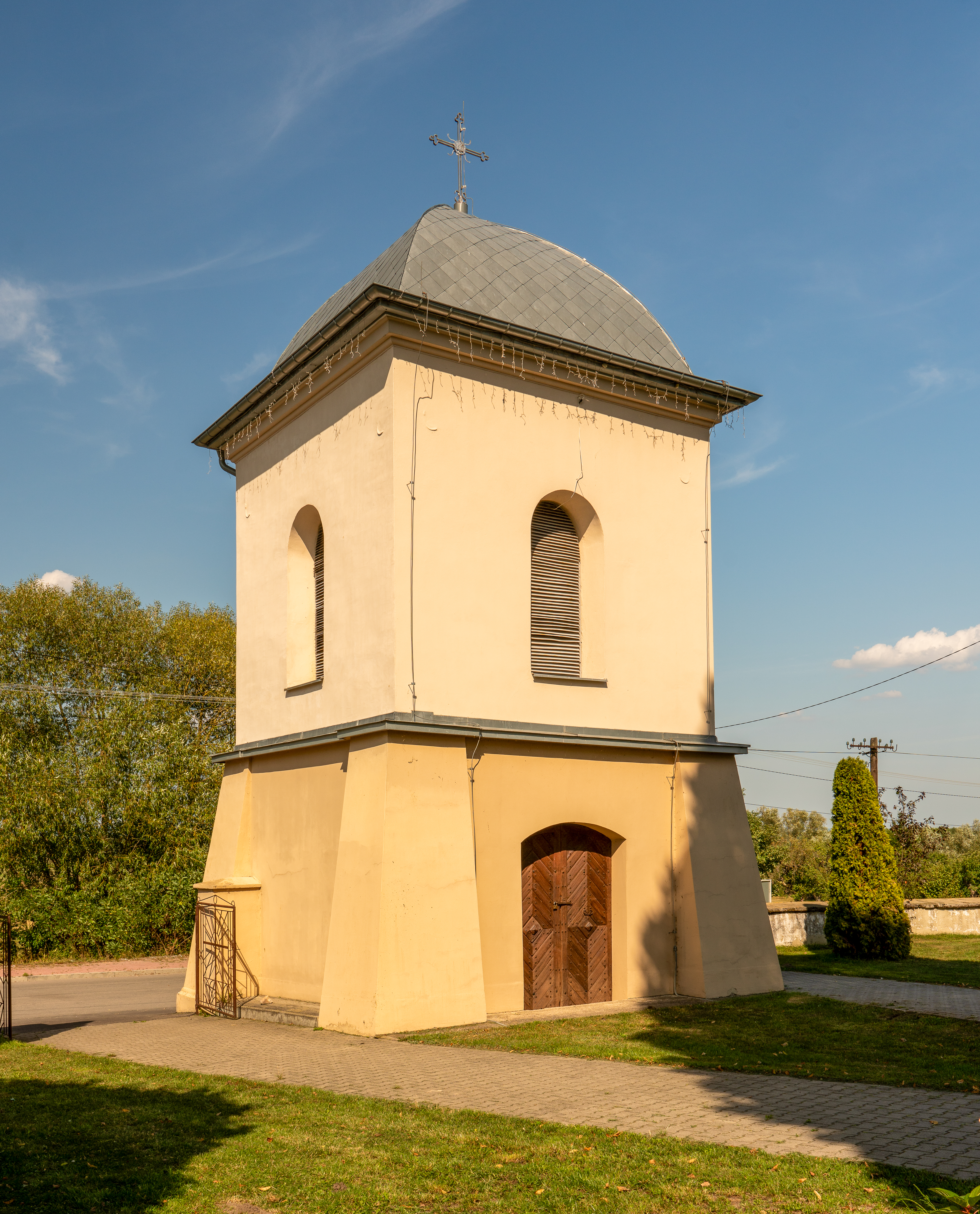
Dzwonnica
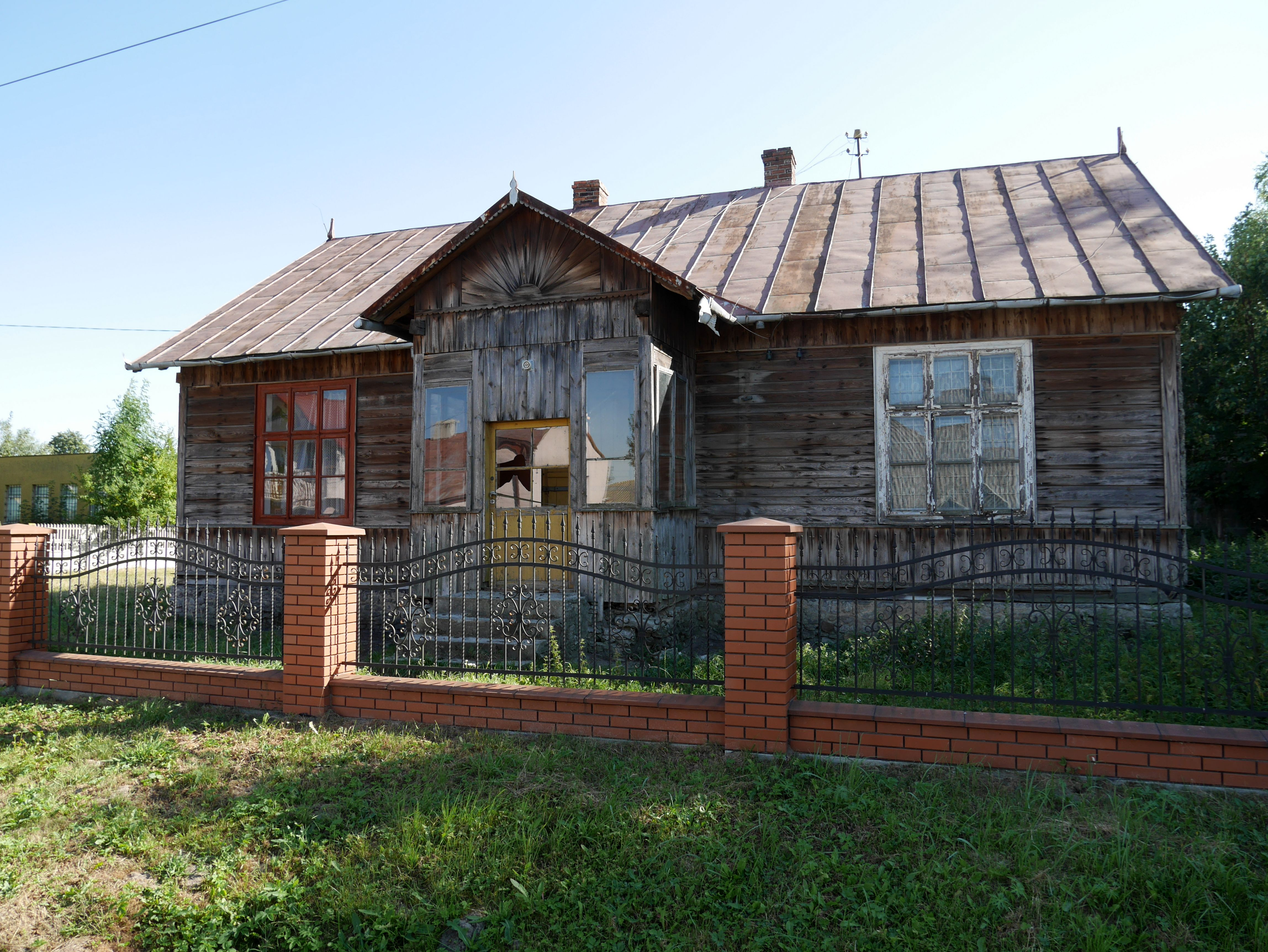
Stary dom
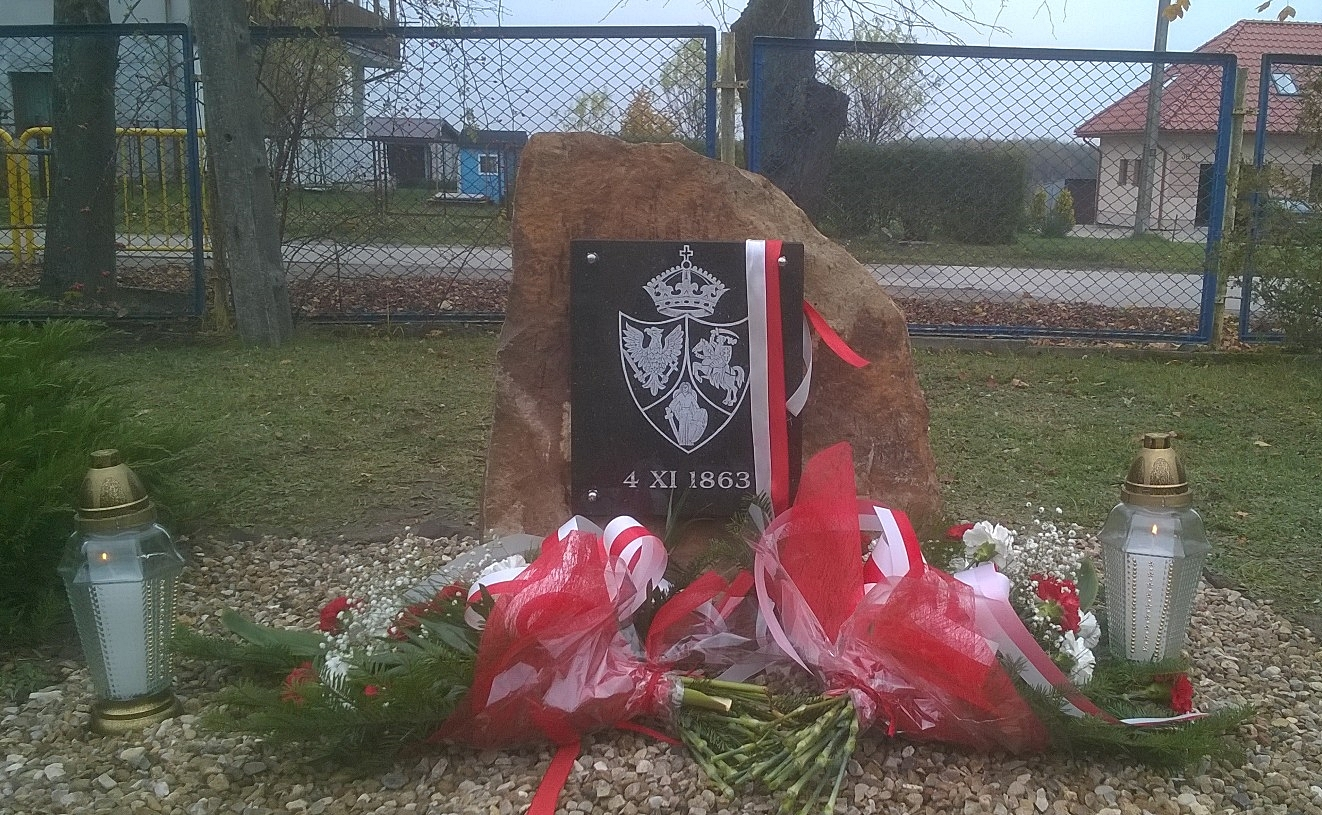
Tablica pamiątkowa potyczki z okresu powstania styczniowego